# Tramacastilla
Tramacastilla és un municipi d'Aragó a la província de Terol i enquadrat a la comarca de la Serra d'Albarrasí. El nom indica la situació de frontera del poble entre Aragó i Castella. Compta amb un conjunt arquitectònic declarat d'interès artístic per part de la UNESCO.